# 塔形栓皮栎
塔形栓皮栎（学名：Quercus variabilis var. pyramidalis）为壳斗科栎属下的一个变种。

## 扩展阅读
- 維基物種上的相關：塔形栓皮栎